# 西北土地法令

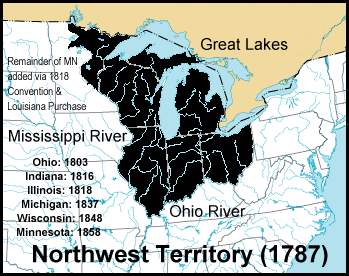
西北地區（1787年）

西北土地法令（英語：Northwest Ordinance，正式名称），是美国邦联议会于1787年7月13日通过的法令，此法令创建了西北领地，成为首个美国合并建制领土。1789年的第1届美国国会确认了该法令。该法令被认为是邦联议会通过的最重要的法案之一，确立了联邦政府的主权地位并可以通过吸收新建州而不是扩展现有州的方式进行扩张。
根据法令，领地内禁止奴隶制，实际效果是将阿巴拉契亚山脉到密西西比河之间的俄亥俄河确立为蓄奴州和自由州之间的地理分界，成为梅森-狄克逊线的延伸。

## 影响
1865年通过的美利坚合众国宪法第十三条修正案在美国全国范围内禁止奴隶制，逐字引用了西北法令第6条。